# آلپ غربی
آلپ غربی (انگلیسی: Western Alps) به بخش غربی کوه‌های آلپ گفته می‌شود که بخش جنوب‌شرقی فرانسه (مانند ساووآ)، تمامی موناکو، بخش شمال‌غربی ایتالیا (یعنی پیه‌مونته و واله دائوستا) و بخش‌های جنوب‌غربی سوئیس (مانند کانتون وله) را در بر می‌گیرد. کوه‌های آلپ غربی در جنوب‌شرقی به دشت پادان ایتالیا محدود می‌شود. در غرب، دره رود رون این کوه‌ها را از ماسیف سانترال جدا می‌سازد. زیررشته آلپ سوئیس، شمالی‌ترین بخش آلپ غربی - به معنای گسترده این اصطلاح - را تشکیل داده‌است.
قله‌ها و گردنه‌های کوهستانی آلپ غربی در مقایسه با آلپ شرقی بلندتر هستند، در حالی که خود رشته‌کوه آنچنان گسترده‌تر و قوس‌دارتر نیست.